# U.S. Pro Indoor 1997
Lo U.S. Pro Indoor 1997   è stato un torneo di tennis giocato sul cemento indoor. È stata la 30ª edizione dello U.S. Pro Indoor che fa parte della categoria Championship Series nell'ambito dell'ATP Tour 1997. Si è giocato al CoreStates Center di Filadelfia, in Pennsylvania dal 24 febbraio al 3 marzo 1997.

## Campioni

### Singolare
Pete Sampras ha battuto in finale  Patrick Rafter con il punteggio di 5–7, 7–6(4), 6–3.

### Doppio
Sébastien Lareau /  Alex O'Brien hanno battuto in finale  Ellis Ferreira /  Patrick Galbraith con il punteggio di 6–3, 6–3.